# Vidiian
De Vidiian is een fictief buitenaards ras uit de televisieserie Star Trek: Voyager. De Vidiian leven in het deltakwadrant. Omdat de televisieserie zich in een nog onbekend deel van de ruimte afspeelt, moesten de schrijvers met andere buitenaardse rassen komen dan de gebruikelijke in het Star Trek-universum. De Viddiian werden ontwikkeld als een regelmatig terugkerend volk dat de rol van slechterik vervult. Oorspronkelijk zouden ze de naam Vaphorans krijgen, maar op het laatste moment werd dit gewijzigd in het eenvoudiger uit te spreken Vidiian.

## Achtergrond
Het is onbekend wat hun thuisplaneet is, maar de Vidiian stonden bekend als een artistiek en onderwijzend volk dat ontdekkingsreizen maakte. Tweeduizend jaar geleden werden ze echter getroffen door een ongeneeslijke ziekte, de 'Phage', veroorzaakt door een virus dat het weefsel aantast. Alleen door lichaamsonderdelen te vervangen kunnen ze hun levensverwachting oprekken. Dit doen ze door organen te stelen, bij voorkeur van overledenen, maar soms ook door organen met transporttechnologie op afstand weg te stralen uit het lichaam van hun slachtoffers. Door het lange zoeken naar een geneesmiddel is de medische kennis van de Vidiian uitermate hoog ontwikkeld.